# Hunding (Gemeinden Moosbach, Weng)
Hunding ist ein Ort im Innviertel Oberösterreichs wie auch Ortschaft der Gemeinden Weng im Innkreis und Moosbach im Bezirk Braunau am Inn.

## Geographie
Der Ort befindet sich 9 Kilometer südöstlich von Braunau am Inn.
Er liegt auf um die 380 m ü. A. Höhe im Inntal, am Westrand des Innviertler Hügellands. Östlich fließen Moosbach und Lochbach, die sich kurz danach vereinen, was den Austritt des Moosbachtals in die Talung des Inns markiert.
Das Dorf umfasst etwa 40 Gebäude mit 64 Einwohnern (Stand 1. Januar 2023). Der überwiegende Teil des Orts gehört zur Gemeinde Weng, 5 Adressen liegen in Moosbach und sind formal als Weiler klassiert. Am Lochbach passiert auch die B142 Mauerkirchener Straße, die Ortslagen Hunding erstrecken sich bis an die Straße, wo sie direkt an Matzelsberg grenzen.
Nachbarorte und -ortschaften:
| Riedlham ∗ (Gem. Weng i.I.) |                                             | Weng im Innkreis (Gem. Weng i.I.) |
| Wernthal ∗ (Gem. Weng i.I.) | Kompassrose, die auf Nachbargemeinden zeigt |                                   |
| Winden (Gem. Moosbach)      | Dietraching (Gem. Moosbach)                 | Matzelsberg (Gem. Moosbach)       |

∗ Die Ortslage Eder gehört zu Wernthal

## Geschichte
Der Ort ist im 13. Jahrhundert als Huntorn (verdumpft, wie Schildorn) genannt, sodass sich nicht sicher sagen lässt, ob ein echter -ing-Name oder ein -ern als Ableitung vorliegt. Die erste Silbe wäre im ersten Falle wohl ein Personenname, im zweiten Falle käme ein ‚[bei den] Hundehaltern‘ in Frage.
Schon Anfang des 19. Jahrhunderts ist der Ort geteilt und gehörte teils zu den Pfleggerichten Ranshofen und Hagenau, teils war es landesfürstlich, und unterstand dem Landgericht Mauerkirchen.
Bei der Schaffung der Ortsgemeinden 1848/50 blieb die Teilung erhalten. Der Ort pfarrt aber bis heute – katholisch – komplett nach Weng.
|        | Hzgt. Bayern | Hzgt. Bayern | Kgr. Bayern | Krld. Österr. o.d.Enns | Bld. Oberösterreich (Rep. Österr.) | Bld. Oberösterreich (Rep. Österr.) | Bld. Oberösterreich (Rep. Österr.) | Bld. Oberösterreich (Rep. Österr.) | Bld. Oberösterreich (Rep. Österr.) | Bld. Oberösterreich (Rep. Österr.) |
|        | 1313         | ∗1526        | 1811        | 1869                   | 1951                               | 1961                               | 1971                               | 1981                               | 1991                               | 2001                               |
|        | –            | –            | 87          | (g)74                  | 118                                | 99                                 | ?                                  | ?                                  | ?                                  | 87                                 |
| Weng   | –            | –            | 87          | (g)74                  | 82                                 | 81                                 | 80                                 | 78                                 | 71                                 | 73                                 |
| Moosb. | –            | –            | 87          | (g)74                  | 36                                 | 18                                 | ?                                  | ?                                  | ?                                  | 14                                 |
|        | (a)8         | 19           | 16          | (g)12                  | 17                                 | 16                                 | ?                                  | ?                                  | ?                                  | 23                                 |
| Weng   | (a)8         | 19           | 16          | (g)12                  | 12                                 | 14                                 | 15                                 | 16                                 | 17                                 | 18                                 |
| Moosb. | (a)8         | 19           | 16          | (g)12                  | 5                                  | 2                                  | ?                                  | ?                                  | ?                                  | 5                                  |

(a) 1313: landesfürstlich (Abgabe von 8 Hühnern an den Herzog)
∗ unscharfe Angabe des Jahres
(g) unklare Angabe zum Gebietsstand

## Kultur und Sehenswürdigkeiten
- Grohwaldkapelle: Ein Bildstock, mit zwei wuchtigen Vierkantsäulen eigentümlich zu einem Vorraum überdacht. Ein leicht profilierter Sims läuft um. Die Kapelle ist in altrosa gefärbelt, das weiße Giebeldreieck ziert stuckiert ein großes Kreuz mit Fußbalken. Die ganze Kapelle ist heute direkt an den großen Stadl gesetzt.[9]